# Ласточковые
Ла́сточковые (лат. Hirundinidae) — богатое видами семейство воробьинообразных. Для ласточковых характерна способность добывать пищу в воздухе, они в состоянии ловить насекомых на лету. У ласточковых стройное, обтекаемое телостроение и длинные узкие крылья. Клюв короткий и открывается довольно широко. Лапки весьма маленькие, у большинства видов длинные хвосты. Ласточки являются перелётными птицами.

## Классификация
В семействе могут выделять два подсемейства: Pseudochelidoninae, состоящее из единственного рода речных ласточек (Pseudochelidon), и Hirundininae, куда включены все остальные роды.
Международный союз орнитологов относит к семейству 21 родов и 92 вида:
- Род Alopochelidon Ridgway, 1903 — Лисьи ласточки
  - Alopochelidon fucata (Temminck, 1822) — Лисья ласточка
- Род Atronanus de Silva TN, Fernando, Robbins, Cooper, JC, Fokam & Peterson, 2018
  - Atronanus fuliginosus (Chapin, 1925)
- Род Atticora Gould, 1842 — Амазонские ласточки
  - Atticora fasciata (Gmelin, 1789) — Белопоясная амазонская ласточка
  - Atticora pileata Gould, 1858 — Черношапочная южноамериканская ласточка
  - Atticora tibialis (Cassin, 1853) — Карликовая ласточка
- Род Cecropis F. Boie, 1826
  - Cecropis abyssinica (Guérin-Méneville, 1843)
  - Cecropis badia Cassin, 1853
  - Cecropis cucullata (Boddaert, 1783) — Капская большая ласточка, или пятнистогрудая ласточка
  - Cecropis daurica (Laxmann, 1769) — Рыжепоясничная ласточка
  - Cecropis domicella (Heuglin, 1869)
  - Cecropis hyperythra (Blyth, 1849)
  - Cecropis melanocrissus Rüppell, 1845
  - Cecropis rufula (Temminck, 1835)
  - Cecropis semirufa (Sundevall, 1850) — Рыжегрудая ласточка
  - Cecropis senegalensis (Linnaeus, 1766) — Гигантская ласточка
  - Cecropis striolata (Schlegel, 1844) — Пёстрая ласточка
- Род Cheramoeca Cabanis, 1850 — Белоспинные ласточки
  - Cheramoeca leucosterna (Gould, 1841) — Белоспинная ласточка
- Род Delichon F. Moore, 1854 — Городские ласточки, или воронки
  - Delichon dasypus (Bonaparte, 1850) — Восточный воронок
  - Delichon lagopodum (Pallas, 1811)
  - Delichon nipalense F. Moore, 1854 — Непальский воронок
  - Delichon urbicum (Linnaeus, 1758) — Городская ласточка, или воронок
- Род Hirundo Linnaeus, 1758 — Настоящие ласточки, или ласточки
  - Hirundo aethiopica Blanford, 1869 — Эфиопская ласточка
  - Hirundo albigularis Strickland, 1849 — Белогорлая ласточка
  - Hirundo angolensis Barboza du Bocage, 1868 — Ангольская ласточка
  - Hirundo atrocaerulea Sundevall, 1850 — Голубая ласточка
  - Hirundo dimidiata Sundevall, 1850 — Жемчужногорлая ласточка
  - Hirundo domicola Jerdon, 1841
  - Hirundo javanica Sparrman, 1789
  - Hirundo leucosoma Swainson, 1837 — Пегокрылая ласточка
  - Hirundo lucida Hartlaub, 1858 — Певчая ласточка
  - Hirundo megaensis Benson, 1942 — Белохвостая ласточка
  - Hirundo neoxena Gould, 1842 — Новогвинейская ласточка
  - Hirundo nigrita G. R. Gray, 1845 — Синяя ласточка
  - Hirundo nigrorufa Barboza du Bocage, 1877 — Чёрно-красная ласточка
  - Hirundo rustica Linnaeus, 1758 — Деревенская ласточка, или ласточка-касатка
  - Hirundo smithii Leach, 1818 — Нитехвостая ласточка
  - Hirundo tahitica J. F. Gmelin, 1789 — Коричневогорлая ласточка
- Род Neophedina Roberts, 1922
  - Вид Neophedina cincta (Boddaert, 1783) — Белобровая береговая ласточка
- Род Orochelidon Ridgway, 1903 — Южноамериканские ласточки
  - Orochelidon flavipes (Chapman, 1922) — Бледноногая южноамериканская ласточка
  - Orochelidon murina (Cassin, 1853) — Буробрюхая южноамериканская ласточка
  - Orochelidon andecola (d'Orbigny & Lafresnaye, 1837) — Андская горская ласточка
- Род Petrochelidon Cabanis, 1851 — Горные ласточки
  - Petrochelidon ariel (Gould, 1842) — Красивая горная ласточка
  - Petrochelidon fluvicola (Blyth, 1855) — Индийская горная ласточка
  - Petrochelidon fuliginosa (Chapin, 1925) — Камерунская горная ласточка
  - Petrochelidon fulva (Vieillot, 1808) — Пещерная горная ласточка
  - Petrochelidon nigricans (Vieillot, 1817) — Древесная горная ласточка
  - Petrochelidon perdita (Fry & D. A. Smith, 1985)
  - Petrochelidon preussi (Reichenow, 1898) — Краснобровая горная ласточка
  - Petrochelidon pyrrhonota (Vieillot, 1817) — Белолобая горная ласточка, или белолобая ласточка
  - Petrochelidon rufigula (Barboza du Bocage, 1878) — Красногорлая горная ласточка
  - Petrochelidon rufocollaris (Peale, 1849)
  - Petrochelidon spilodera (Sundevall, 1850) — Южноафриканская горная ласточка
- Род Phedina Bonaparte, 1855 — Ласточки-федины
  - Phedina borbonica (J. F. Gmelin, 1789) — Маскаренская ласточка-федина
- Род Phedinopsis Wolters, 1971
  - Phedinopsis brazzae (Oustalet, 1886) — Конголезская ласточка-федина
- Род Progne F. Boie, 1826 — Лесные ласточки
  - Progne chalybea (J. F. Gmelin, 1789) — Серогрудая лесная ласточка
  - Progne cryptoleuca S. F. Baird, 1865
  - Progne dominicensis (J. F. Gmelin, 1789) — Доминиканская лесная ласточка
  - Progne elegans S. F. Baird, 1865
  - Progne modesta Gould, 1838 — Вилохвостая лесная ласточка
  - Progne murphyi Chapman, 1925
  - Progne sinaloae Nelson, 1898
  - Progne subis (Linnaeus, 1758) — Пурпурная лесная ласточка
  - Progne tapera (Linnaeus, 1766) — Бурогрудая лесная ласточка
- Род Psalidoprocne Cabanis, 1851 — Африканские ласточки
  - Psalidoprocne albiceps P. L. Sclater, 1864 — Белоголовая африканская ласточка
  - Psalidoprocne fuliginosa Shelley, 1887 — Камерунская африканская ласточка
  - Psalidoprocne nitens (Cassin, 1857) — Блестящая африканская ласточка
  - Psalidoprocne obscura (Hartlaub, 1855) — Ножницехвостая африканская ласточка
  - Psalidoprocne pristoptera (Rüppell, 1840) — Тёмная африканская ласточка
- Род Pseudhirundo Roberts, 1922
  - Pseudhirundo griseopyga (Sundevall, 1850) — Серогузая ласточка
- Род Pseudochelidon Hartlaub, 1861 — Речные ласточки
  - Pseudochelidon eurystomina Hartlaub, 1861 — Африканская речная ласточка
  - Pseudochelidon sirintarae Thonglongya, 1968 — Белоглазая речная ласточка
- Род Ptyonoprogne Reichenbach, 1850 — Скалистые ласточки
  - Ptyonoprogne concolor (Sykes, 1832) — Одноцветная скалистая ласточка
  - Ptyonoprogne fuligula (Lichtenstein, 1842) — Африканская скалистая ласточка
  - Ptyonoprogne obsoleta (Cabanis, 1851) — Пустынная скалистая ласточка
  - Ptyonoprogne rufigula (Fischer, GA & Reichenow, 1884)
  - Ptyonoprogne rupestris (Scopoli, 1769) — Скалистая ласточка, или обыкновенная скалистая ласточка, или горная ласточка
- Род Pygochelidon Baird, SF, 1865
  - Pygochelidon cyanoleuca (Vieillot, 1817) — Патагонская ласточка, или сине-белая южноамериканская ласточка
  - Pygochelidon melanoleuca (Wied-Neuwied, M, 1820) — Черноошейниковая амазонская ласточка
- Род Riparia T. Forster, 1817 — Береговые ласточки
  - Riparia chinensis (J. E. Gray, 1830)
  - Riparia cowani (Sharpe, 1882)
  - Riparia congica (Reichenow, 1888) — Песчаная береговая ласточка
  - Riparia diluta (Sharpe & Wyatt, 1893) — Бледная береговушка
  - Riparia paludicola (Vieillot, 1817) — Малая береговая ласточка, или бурогорлая береговая ласточка
  - Riparia riparia (Linnaeus, 1758) — Береговушка, или береговая ласточка
- Род Stelgidopteryx S. F. Baird, 1858 — Пампасные ласточки
  - Stelgidopteryx ruficollis (Vieillot, 1817) — Пампасная ласточка
  - Stelgidopteryx serripennis (Audubon, 1838)
- Род Tachycineta Cabanis, 1851 — Американские ласточки
  - Tachycineta albilinea (Lawrence, 1863) — Мангровая ласточка, или мангровая американская ласточка
  - Tachycineta albiventer (Boddaert, 1783) — Белокрылая американская ласточка
  - Tachycineta bicolor (Vieillot, 1808) — Древесная американская ласточка
  - Tachycineta cyaneoviridis (H. Bryant, 1859) — Багамская американская ласточка
  - Tachycineta euchrysea (Gosse, 1847) — Золотистая американская ласточка
  - Tachycineta leucopyga (Meyen, 1834) — Чилийская американская ласточка
  - Tachycineta leucorrhoa (Vieillot, 1817) — Белопоясничная американская ласточка
  - Tachycineta stolzmanni (Philippi, 1902)
  - Tachycineta thalassina (Swainson, 1827) — Фиолетово-зелёная американская ласточка

На территории России обитает 10 видов.